# فكتور أنجيلوف
فكتور أنجيلوف (27 مارس 1994 في ألمانيا - ) هو مدرب كرة قدم ولاعب كرة قدم مقدوني في مركز الهجوم. شارك مع منتخب جمهورية مقدونيا تحت 17 سنة لكرة القدم ومنتخب جمهورية مقدونيا تحت 19 سنة لكرة القدم ومنتخب مقدونيا تحت 21 سنة لكرة القدم ومنتخب مقدونيا لكرة القدم. أما مع النوادي، فقد لعب مع نادي أويبست ونادي رابوتنيتشكي ونادي ميتالورغ سكوبيه ونادي تتكس.

## وصلات خارجية
- فكتور أنجيلوف على موقع قاعدة بيانات كرة القدم.إي يو (الإنجليزية)
- فكتور أنجيلوف على موقع ناشيونال فوتبول تيمز (الإنجليزية)
- فكتور أنجيلوف على موقع Soccerway.com (الإنجليزية)